# Ross Harvey
Ross Harvey, né le 25 avril 1952 à Vancouver en Colombie-Britannique, est un homme politique canadien. Il représente la circonscription d'Edmonton-Est à la Chambre des communes du Canada entre 1988 et 1993 sous la bannière du Nouveau Parti démocratique. Il est brièvement chef du Nouveau Parti démocratique de l'Alberta entre 1994 et 1996.

## Biographie
Harvey nait à Vancouver et travaille comme recherchiste. En 1988, il est élu membre de la Chambre des communes dans la circonscription d'Edmonton-Est avec 15 051 voix. Il devient porte-parole du parti en matière d'environnement, poste qu'il garde pour l'entièreté de la législature. Quatre ans plus tard, son nombre de voix diminue de moitié et il perd son siège en faveur de la libérale Judy Bethel.
En 1994, alors que le Nouveau Parti démocratique de l'Alberta sort d'une lourde défaite électorale, Harvey est élu pour succéder à Ray Martin au poste de chef où il projette une image de socialiste assumé. Il est cependant incapable de ralentir la chute libre du parti et est remplacé par Pam Barrett avant même la tenue du prochain scrutin.